# BPL
Broadband over powerlines je engleski opći naziv za skup tehnologija širokopojasnog pristupa. Radi se o korištenju naponskih kabela za prijenos podataka. Ovo je dosta nova tehnologija (u odnosu na ostale tehnologije širokopojasnog pristupa).
Općenito, razvoj ove tehnologije se intenzivira i uvode se neka inovativna tehnološka rješenja (kao npr. skin-efekt se koristi kao valovod, iako eksperimentalno).
Prvotna premisa je bila povezivanje udaljenih izoliranih područja širokopojasnim internetom, tamo gdje postoje dalekovodi, ali je polaganje zasebnih telefonskih kabela (te eventualno krorištenje neke DSL tehnologije preko njih) ili kabelskih sustava (koaksijalni kabel) neisplativo ili bi korištenje neke druge bežične tehnologije, kao npr WLAN ili WiMax bilo otežano zbog geografskih uvjeta, te ako bi postavljanje optičkog kabela bilo nemoguće ili neisplativo. Također, neke tvrtke u svijetu koje se bave prizvodnjom i distribucijom električne energije (elektroprivrede) koriste ovu tehnologiju kao dodatan izvor prihoda.

## Izazovi tehnologije
Tehnologija je iznjedrila nekoliko problema. Velika većina tehničkih problema je u međuvremenu riješena razvojem novijih verzija standarda. Svi noviji standardi vrlo malo pate od nedostataka iz vremena početka komercijalnog razvoja (oko 2000-te godine) ili su efekti istih smanjeni na najmanju moguću mjeru.
- Frekvencije koje koristi ova tehnologija u neizoliranim visokonaponskim i niskonaponskim kabelima izazivaju efekt antena, te time ometaju radioprijenose, pa čak i sustave za komunikaciju u nuždi i razne vojne komunikacijske sustave, koji koriste isti opseg frekvencija. Također, u povratnoj sprezi vanjski uplivi djeluju na signale, time kvareći razinu usluge korištenja.

Zbog toga je bilo potrebno napraviti sustave zaštite (osluškivanje i ne korištenje već korištenih frekvencija prema uzorku razine šuma u spektru kanal), kao i ograničiti uporabu na izolirane kabele ili korištenjem prigušnica, tj. pojasnih filtera onemogućiti nekontrolirano širenje i ograničiti domet signala uzduž strujnih kabela. Na ovo svojstvo su posebno upozorile razne radioamaterske udruge, koje su problem i uočile.
- Signal teško prolazi kroz transformatore (osim ako nemaju specijalne sklopove za zaobilaženje, koji su namješteni specijalno za BPL signale)
- Signal teško prolazi kroz neke tipove osigurača
- Signal teško prolazi kroz brojila električne energije,
- Signal teško prolazi kroz razne prenaponske zaštite, te ostale filtere.
- Kod višefaznih sustava se preporučava korištenje unutar jedne faze. Ovdje efekt antene čak pripomaže širenju signala između različitih faza, posebno kod paralelno položenih žica naponske linije.
- Kvaliteta strujnih vodova, kao i iskrenje te smetnje koje proizvode drugi potrošači, posebno u spojevima, utječe na domet i kvalitetu signala (izobličenje i šumovi).
- Domet signala je proporcionalan jačini. Što je jači signal, to je udaljenost, na koju je moguće koristiti tehnologiju veća, ali time nastaju veće smetnje zbog antenskog ponašanja neizoliranih vodiča. Zbog toga jačina signala treba biti prilagođena. Drugo rješenje je korištenje repetitora kao pojačala, koja na maksimalnoj udaljenosti pojačavaju signal. Time se povećava kašnjenje u komunikaciji (ping).

Budući da signal putuje javnom mrežom za opskrbu električnom energijom, koristi se šifriranje podataka zbog zaštite privatnosti sadržaja.

## Praktična primjena
Uzimajući sve u obzir, najveći potencijal ove tehnologije je u povezivanju uređaja unutar jedne zgrade, tamo gdje postoji problem s WLAN prodornošću kanala kroz zidove. Isto tako, postoji nekoliko primjena kao "last mile", tj. zadnjih nekoliko kilometara do krajnjeg korisnika, koji se spaja na koncentrator, koji se dalje spaja na internet. Postoje i standardi, koji su razvijani isključivo za komunikaciju unutar jedne zgrade ili susjednih zgrada.

## Standard
U komercijalnoj upotrebi je nekoliko nekompatibilnih standarda, koji se pokušavaju spojiti u jedan izradom nove specifikacije pristupa internetu, naziva G.hn. Ova specifikacija, kad bude finalizirana, će ispraviti mnogo tehničkih nedostataka i omogućiti, prema obećanju, brzine do 1 gigabit/s.

## Sinonimi
Sinonimi koji se često koriste, iako označavaju nadskup tehnologija:
- PLC (Powerline Communications)
- PLT (Powerline Telecommunication)
- PPC (Power Plus Communications)

## Vanjske poveznice
- HomePlug Powerline Alliance, engleski
- HomePNA, engleski
- Universal Powerline Association, engleski
- IEEE P1901, engleski  Arhivirana inačica izvorne stranice od 17. siječnja 2010. (Wayback Machine)
- ITU-T (HomeGrid,G.hn), engleski
- Prezentacija na Hrvatskom  Arhivirana inačica izvorne stranice od 10. lipnja 2007. (Wayback Machine)